# اتفاق اليسار الاشتراكي
الاتفاق الاشتراكي اليساري (بالإسبانية: Acuerdo Socialista de Izquierda)، كان تحالفًا سياسيًا في بيرو تأسس في عام 1989 من قبل ثلاث مجموعات تركتاليسار المتحد: الحزب الاشتراكي الثوري والحزب الشيوعي الثوري والحركة الاشتراكية البيروفية. خاض التحالف الانتخابات البلدية لعام 1989. تم حله في وقت لاحق.